# الفكي سنين

## التعريف الشخصي
ولد الفكي سنين حسين زعيم أشهر ثورة في تاريخ قبيلة التاما بقرية جلمي وترعرع في بيئة دينية و قاد بجانب محمود ود أحمد أبرز القادة الميدانية في حكم الخليفة عبد الله جيوش الثورة المهدية في غرب السودان الراية الزرقاء
أعلن القائد سنين استعداده لملاقاة السلطان <> دينار شخصياً وكان تحدياً واضحاً إلا أن القريبين من السلطان تحركوا لإقناعه بإرسال كيران أشجع قادة السلطنة وينتمي إلى قبيلة الزريقات وان يكتفي بإسناد المسؤولية إليه لكسر غرور الفكي سنين وإرغامه على الدخول في فروض الولاء والطاعة
منى جيش الفور والرزيقات بهزيمة قاسية أمام جنود الشيخ سنين وافتن فرسان التاما في إدارة الحرب على مدى ثلاث جولات حدث ذلك بعد العامين 1901م –  1903م

## عبقرية التاما
قليلاً ما كان ينزع رجال التاما إلى منطقة القوة لقد كانوا في المرة الوحيدة يدافعون عن استقلال قرارهم ويزودون عن أرضهم شديدة الخصب فواجه ببأس خطة التوسع لسلطنة الفور
الهزيمة في المرات الثلاث لم تثني عزم السلطان دينار عن توجيه آدم رجال شقيق السيدة قمرة زوجة الفكي بعد مضي 7 أعوام  للسير مجدداً لإخضاع التاما ضمن جولة حاسمة حشد لها دينار أشد أدوات الحرب والرجل
تحصن التاما في ديمة الحصين وهي منطقة موحشة تحفها شجيرات شوك لاذعة الطعن أن عبقرية التاما أخرت موعد الهجوم وأطالت أمد الحصار المضروب على ديمة الحصين إلى نحو عام كامل عانى خلاله جنود السلطان الويلات وأمر المعاناة في وقت رفض الفكي سنين عروض نسبيه قائد الحصار بما فيها سلامته الشخصية بشرط التسليم
وفي هجوم مباغت ذات صباح شنه آدم رحال قاومه التاما واستبسل في صده الفرسان، سقط الفكي شهيدا حيث نقل جثمانه إلى عاصمة السلطنة في الفاشر حيث ينتظر علي دينار الذي صلى عليه وعدد مآثره وبطولته الخالدة وحيث دفن ووري الثري
وبالصورة الدرامية انتهت حياة الرجل الذي دافع عن مبادئه وزاد عن أرضه وحرثه وبوفاة الفكي سنين انطوت صفحة ملأ بالتضحيات و مثابرة التاما في طريق مبادئ ورموز العقيدة في موطنهم الصغير